# Cratere Negele
Negele  è un cratere sulla superficie di Marte.